# Annika Eriksson (arkitekt)
Annika Eriksson, född 5 april 1956, är en svensk arkitekt, designer och utställningsproducent.
Annika Eriksson har främst arbetat med inredning och som utställningsproducent, med  utställningar på Virserums konsthall, exempelvis Textilsommar, Nödvändighetens arkitektur, Danztajm och Trä 2013.
2006 tilldelades hon tillsammans med Henrik Teleman Rödfärgspriset  (Publikpriset) för Pappershuset i Virserum.
Från 2014 är Eriksson chef för Virserums konsthall.